# Indische Malerei

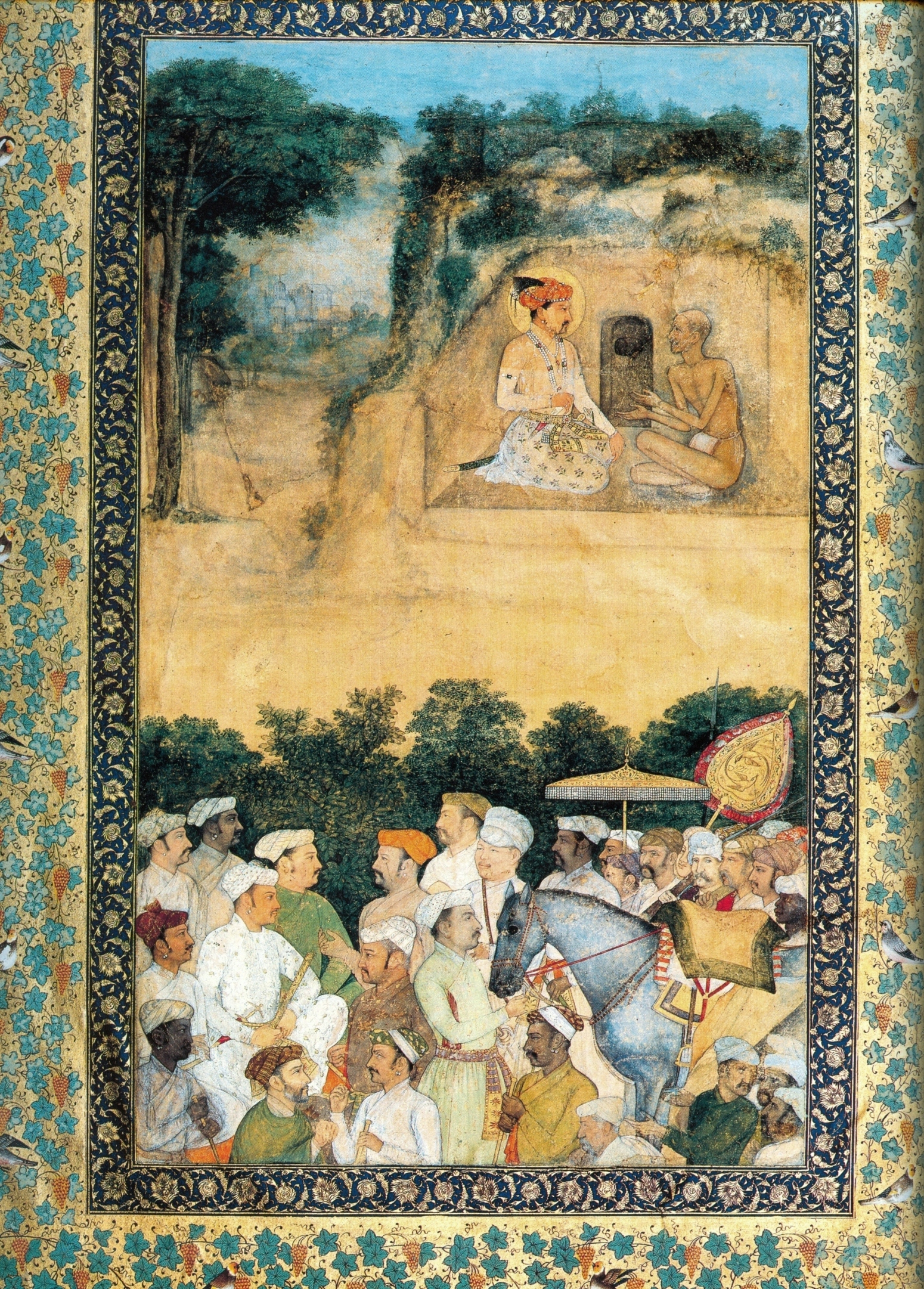
Mogul Jahangir besucht den Asketen Jadrup, Mogulmalerei, ca. 1620

Die Indische Malerei ist ein Teilgebiet der indischen Kunst und bezeichnet die Malerei, die auf dem indischen Subkontinent ihren Ursprung und Verbreitung hat. Das Verbreitungsgebiet der indischen Malerei erstreckt sich auf die heutigen Länder Indien, Pakistan, Bangladesch und den Osten Afghanistans.
Alte Texte definierten sechs wichtige Aspekte der Malerei:
- Rupabheda – Wissen um die Form
- Pramanam – Maß, Proportion und Struktur
- Bhava – Ausdruck
- Lavanya Yojanam – Ästhetisches Schema
- Sadrisyam – Ähnlichkeit
- Varnikabhanga – Farbgebung

## Prähistorische Felskunst

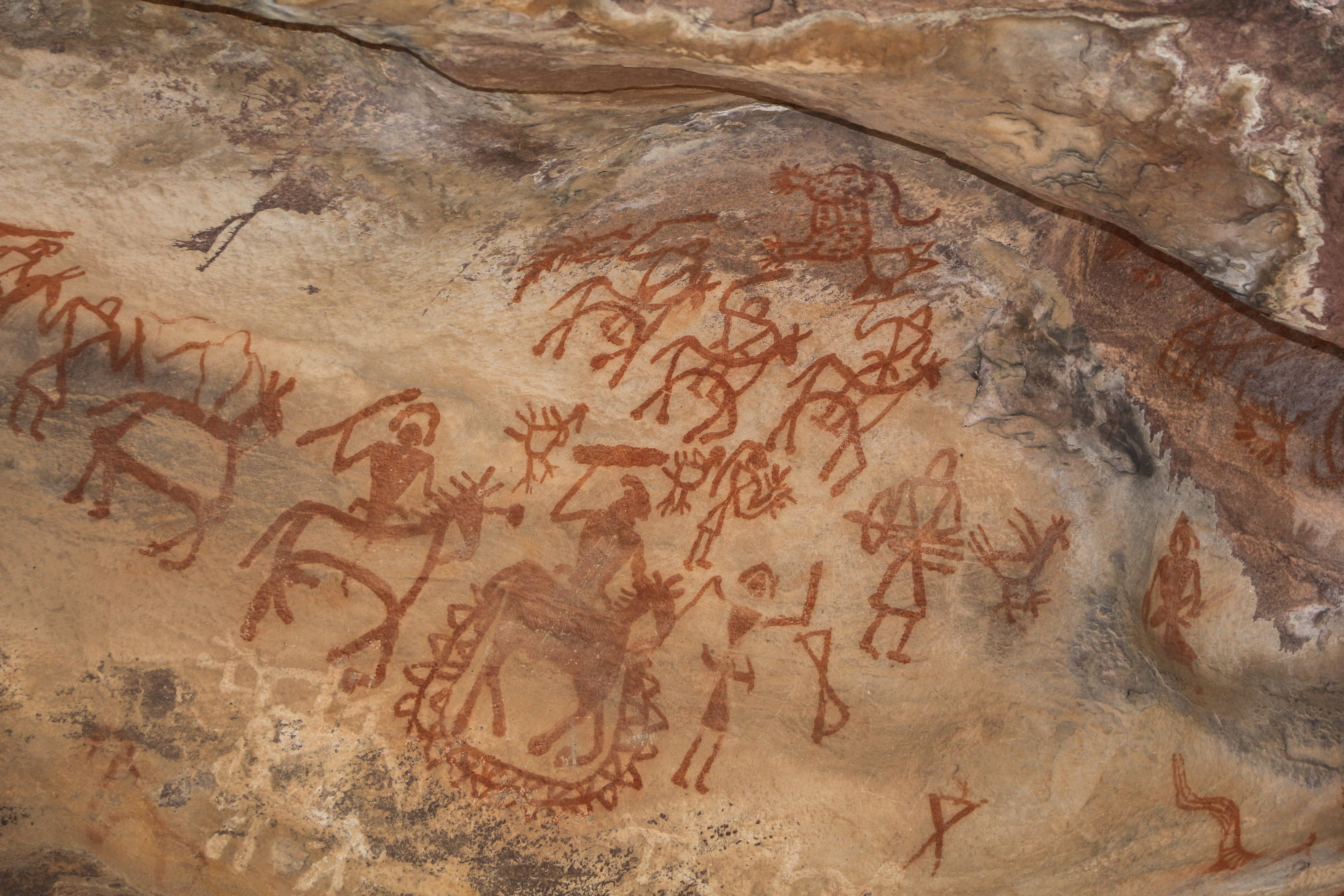
Höhlenmalerei von Bhimbetka

Die meist auf Felsen ausgeführten prähistorischen Malereien zeigen im Allgemeinen Tiere wie Bisons, Bären, Tiger usw. Die ältesten Werke sind etwa 30.000 Jahre alt, wie zum Beispiel die Höhlenmalereien von Bhimbetka.

## Wandgemälde

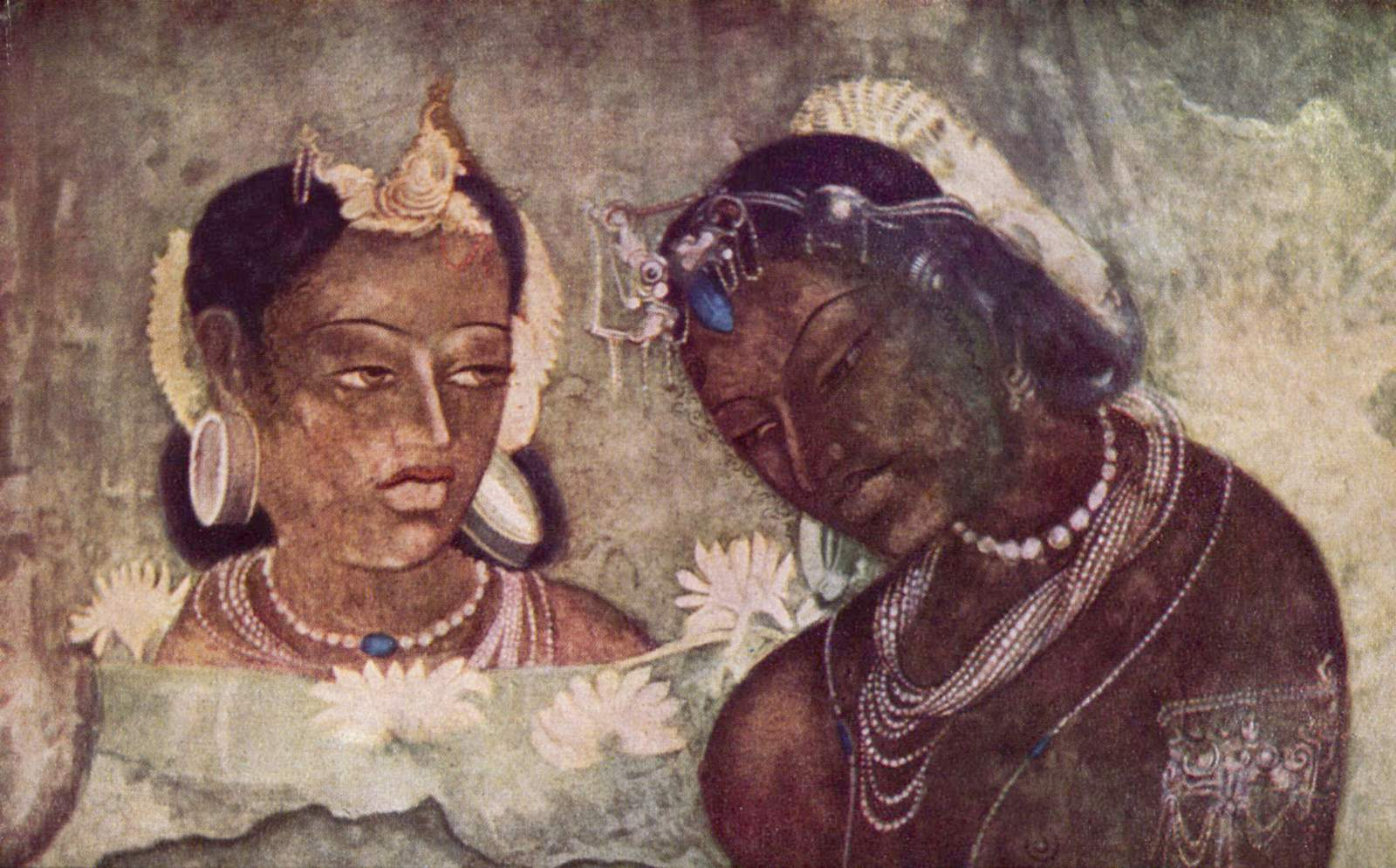
Ajanta-Höhlen, Prinzessin und Dienerin, um 600 n. Chr.

Die Geschichte der indischen Wandmalerei beginnt im 2. Jahrhundert v. Chr. und reicht bis zum 8.–10. Jahrhundert n. Chr. Es sind mehr als 20 Orte in ganz Indien bekannt, die Wandgemälde aus dieser Zeit enthalten, hauptsächlich natürliche Höhlen und in den Fels gehauene Kammern. Dazu gehören die Höhlen von Ajanta, Bagh, Sittanavasal, die Armamalai-Höhle (Tamil Nadu), der Kailasanatha-Tempel in den Ellora-Höhlen, Ramgarh und Sitabinji. Wandgemälde aus dieser Zeit zeigen hauptsächlich religiöse Themen der buddhistischen, jainistischen und hinduistisch Religion. Daneben gibt es profane Darstellungen. Dazu gehört die älteste bekannte bemalte Höhle und das älteste Theater in Chattisgarh – die Jogimara- und Sitabenga-Höhlen – aus der Zeit zwischen dem 3. und 1. Jahrhundert v. Chr.

## Miniaturmalerei vor dem 15. Jahrhundert

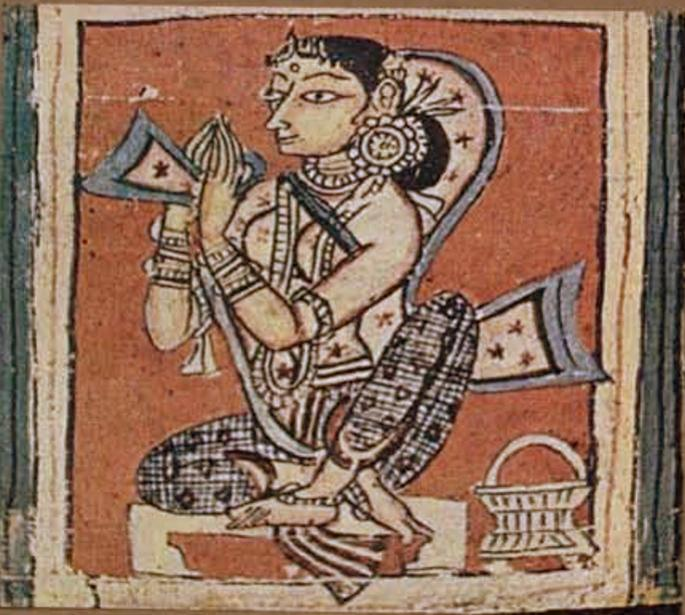
Betende Frau, Detail aus Kalpa-Sutra-Manuskript, Gujarat, 1375–1400

Bei den frühesten Zeugnissen tragbarer indischer Gemälde handelt es sich meist um Miniaturen zu Texten oder um bemalte Objekte wie Kisten. Daneben gab es größere Stoffgemälde (Pata), von denen jedoch aufgrund der besonderen klimatischen Verhältnisse wie auch des moslemischen Bildersturms kaum eines erhalten geblieben ist.
Miniaturmalerei aus den buddhistisch geprägten ostindischen Regionen Nalanda, Odantapuri, Vikramshila und Somarpura im Pala-Königreich (Bengalen und Bihar) ist aus dem 10. Jahrhundert erhalten. Diese Miniaturen zeigen buddhistische Gottheiten und Szenen aus dem Leben Buddhas und wurden oft auf Palmblätter gemalt. Zu den häufigsten buddhistischen illustrierten Manuskripten gehören die Texte Astasahasrika Prajnaparamita, Pancharaksa, Karandavyuha und Kalachakra Tantra. Die frühesten erhaltenen Miniaturen finden sich in einem Manuskript der Astasahasrika Prajnaparamita aus dem sechsten Regierungsjahr von Mahipala (ca. 993), das sich derzeit im Besitz der Asiatic Society, Kalkutta, befindet. Dieser Stil verschwand im späten 12. Jahrhundert aus Indien.
Erhaltene illustrierte Manuskripte aus Westindien, hauptsächlich Gujarat, stammen aus dem 11. bis 15. Jahrhundert. Die ältesten Beispiele sind vom Jainismus geprägt. In der Spätzeit wurden sie immer üppiger und es wurde viel Gold verwendet. Der am häufigsten illustrierte Manuskripttext ist das Kalpa Sutra, das die Biografien der Tirthankaras, insbesondere von Parshvanatha und Mahavira, enthält. Die Illustrationen sind quadratische, in den Text eingelassene Tafeln mit „drahtiger Zeichnung“ und „brillanter, sogar juwelenartiger Farbe“. Die Figuren sind immer in der Dreiviertelansicht zu sehen, mit charakteristischen „langen spitzen Nasen und hervorstehenden Augen“. Es gibt eine Konvention, wonach die weiter entfernte Seite des Gesichts hervorsteht, so dass beide Augen sichtbar sind.

## Mogulmalerei

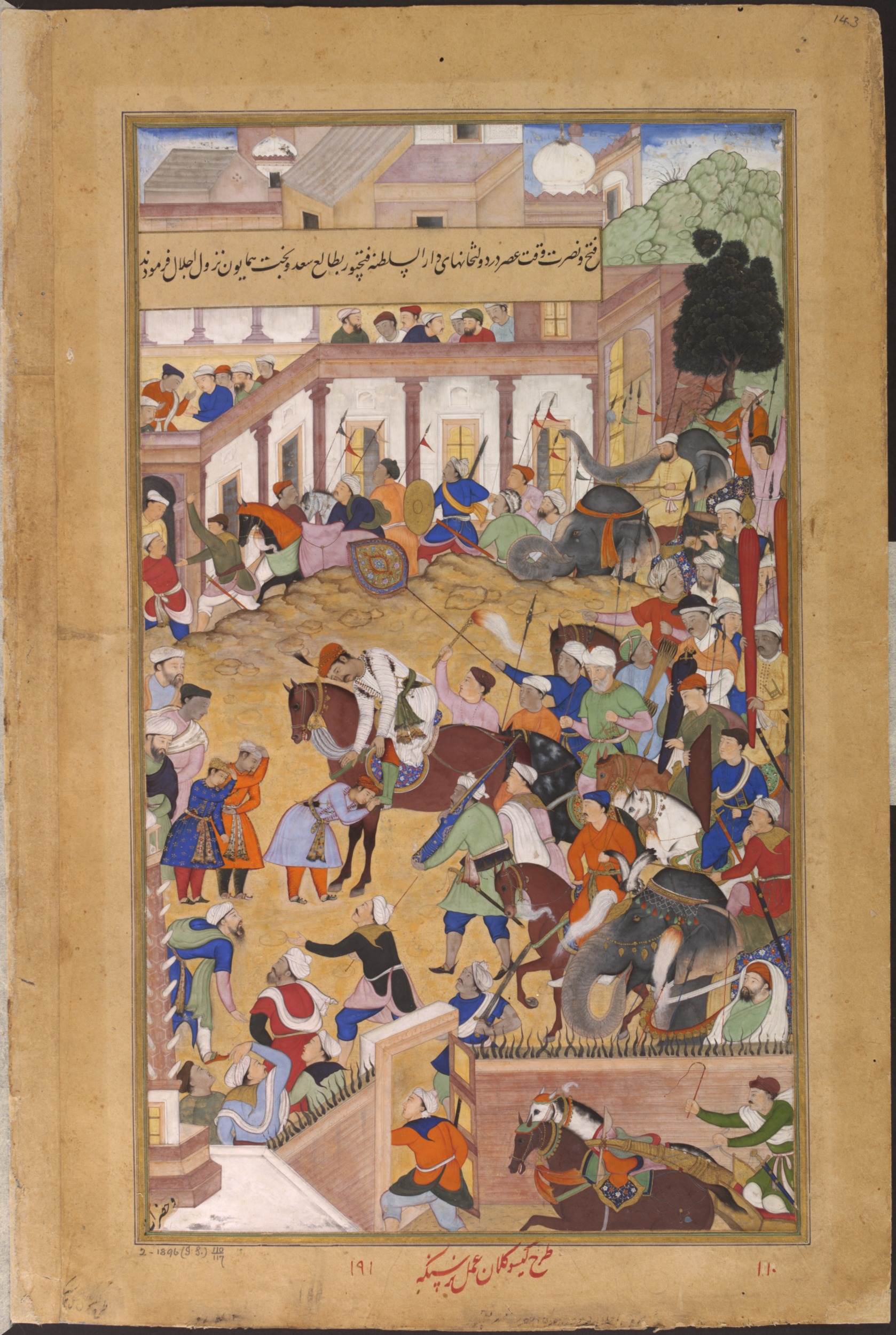
Akbar empfängt seine Söhne, Mogulmalerei, 1596

Unter persischem Einfluss entstand an den islamischen Mogulhöfen eine fein gearbeitete, farbenprächtige Miniaturmalerei, die insbesondere zur Illustration von Büchern und für die Zusammenstellung von Alben diente. Sie ist weitgehend weltlich geprägt und stellt insbesondere das höfische Leben einschließlich Kriegs-, Jagd- und Liebesszenen in den Vordergrund. Große Bedeutung erlangte auch die Kunst des Porträts sowie akribische Tier- und Pflanzendarstellungen. Ihren Höhepunkt erreichte die Mogulmalerei und Akbar dem Großen sowie seinem Sohn Jahangir, während sie insbesondere seit dem Amtsantritt Aurangzebs im Niedergang begriffen war. Zu den bedeutendsten Werken der Mogulmalerei zählen Darstellungen aus dem Hamzanama (Geschichten aus dem Leben eines Onkels Mohammeds), dem Tutinama (Papageienbuch) sowie dem Padshahnama („Chronik des Königs der Welt“). Einfluss auf die Mogulmalerei gewann ab Anfang des 16. Jahrhunderts die europäische Kunst, von der insbesondere das Darstellungsmittel der Perspektive übernommen wurde.

## Rajputenmalerei

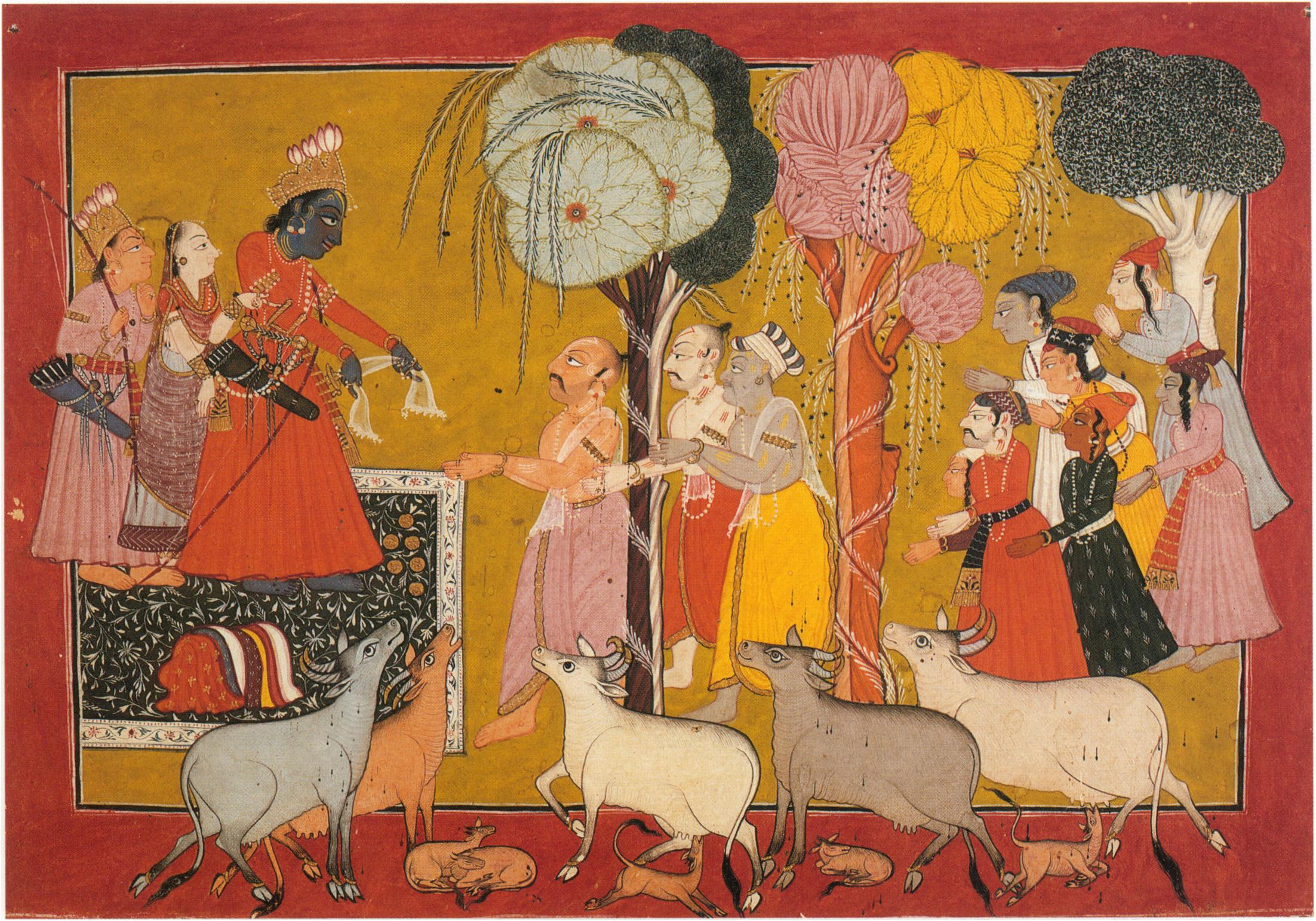
Rama verleiht Besitztümer, Rajputenmalerei, 1680–1695

Die Rajputenmalerei wurden von der Mogulmalerei beeinflusst und ist dieser vielem ähnlich. Sie wurde aber nicht vom islamischen Mogulhof, sondern von den hinduistischen Fürsten der Provinz getragen. Sie stellt nicht so sehr weltliche als vielmehr religiöse Motive dar. Im Zentrum stehen insbesondere Szenen aus dem Umfeld der Götter Vishnu und Shiva.

## Ragamala-Malerei
Ebenfalls in der Mogulzeit entstand die Ragamala-Malerei, die mit ähnlichen künstlerischen Mitteln auf die Visualisierung musikalischer Stimmungen abzielt.

## Dekkan-Malerei

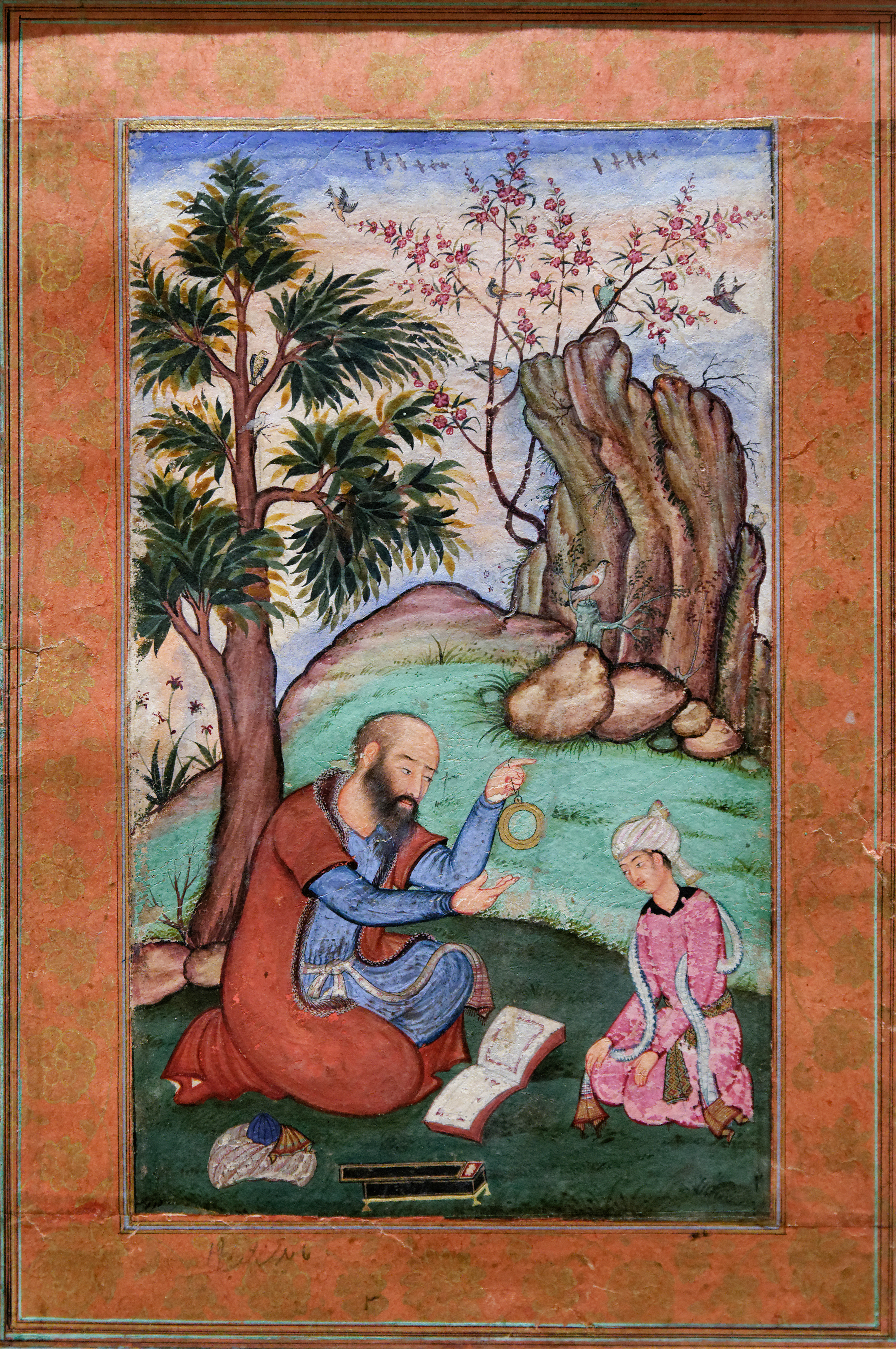
Junger Prrinz mit seinem Lehrer, Dekkan-Schule, ca. 1600

Eine weitere Schule entwickelte sich während der Mogulzeit im zentralindischen Dekkan, insbesondere in den Hauptstädten muslimischen Dekkan-Sultanate, die aus der Auflösung des Bahmani-Sultanats im Jahr 1520 hervorgingen. Dies waren Bijapur, Golkonda, Ahmadnagar, Bidar und Berar. Nach Meinung mancher Gelehrter übertrifft sie die Mogulmalerei an „Brillanz ihrer Farben, an Raffinesse und Kunstfertigkeit ihrer Komposition sowie durch einen allgemeinen Hauch von dekadentem Luxus“. Kennzeichnend ist der weitgehende Verzicht auf das für die Mogulmalerei so charakteristische Vollprofil sowie die Darstellung „großer Frauen mit kleinen Köpfen“, die Saris tragen. Gebäude werden flach und ohne jede Perspektive dargestellt.
Neben den üblichen Porträts und Illustrationen zu literarischen Werken gibt es manchmal illustrierte Chroniken, wie zum Beispiel die Tuzuk-i-Asafiya.

## Pahari-Malerei
Der Pahari-Stil, auch Punjab-Berg-Stil genannt, entwickelte und blühte im 17. bis 19. Jahrhundert und erstreckte sich von Jammu über Almora und Garhwal im Sub-Himalaya-Indien bis hin zu Himachal Pradesh. Die Pahari-Gemälde können in zwei Gruppen eingeteilt werden: Jammu- oder Dogra-Schule; und die Basholi- und Kangra-Schule. Jede schuf starke Variationen innerhalb des Genres, die von der kühnen, intensiven Basholi-Malerei bis zu den zarten und lyrischen Kangra-Gemälden reichten, die zum Synonym für den Stil wurden, bevor sich andere Malschulen entwickelten.

## Malwa und Jaunpur

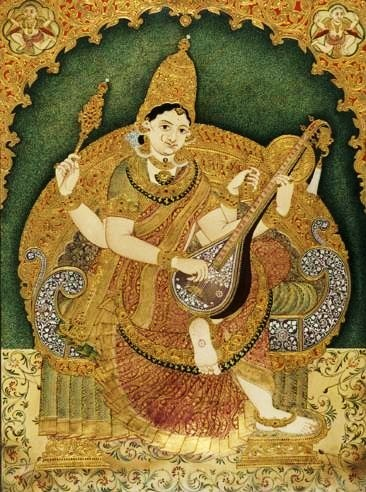
Göttin Sarasvati, Mysore-Gemälde, 19. Jahrhundert

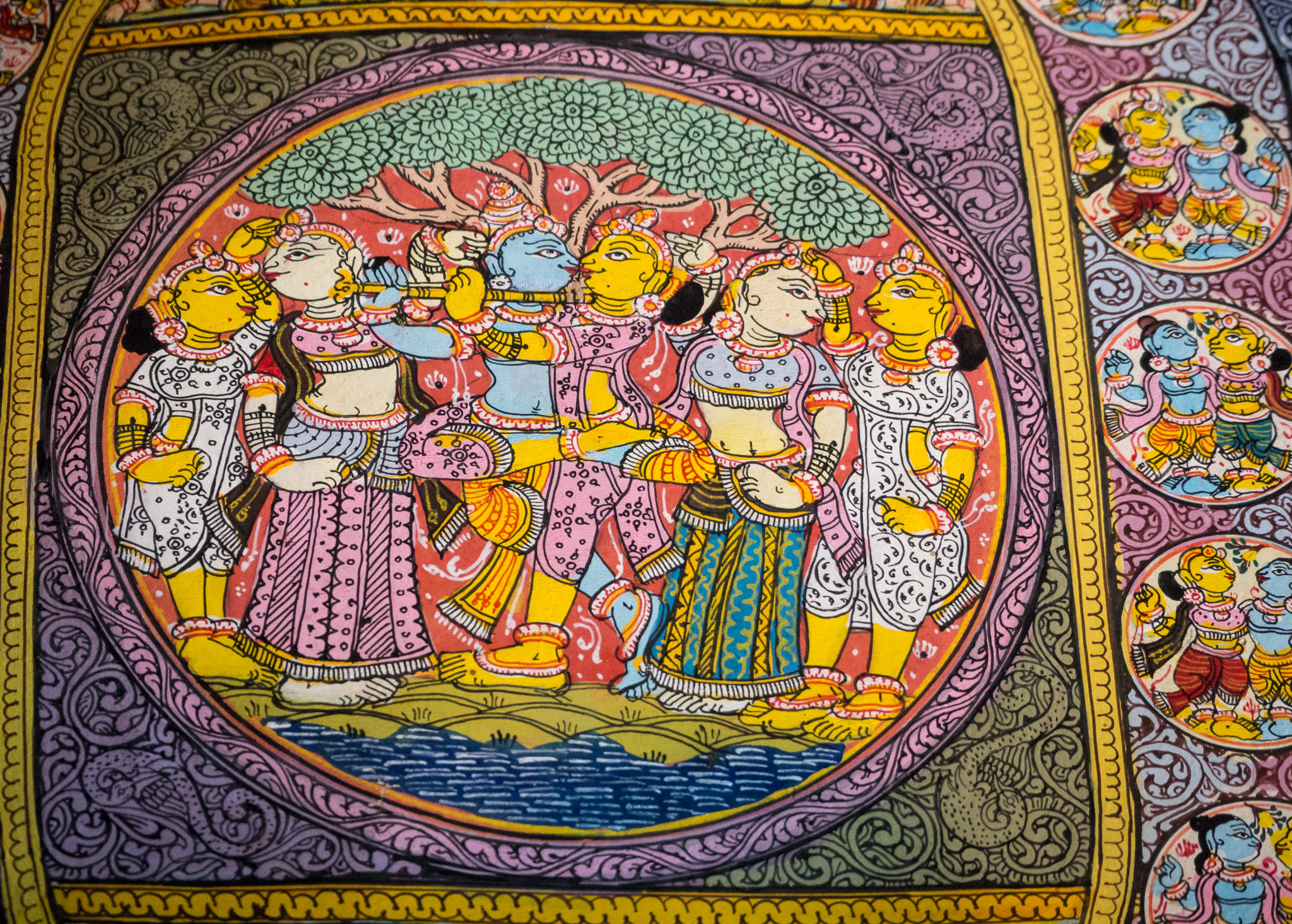
Volkstümliches Pattachitra-Bild

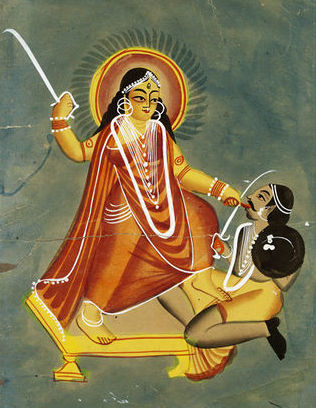
Weisheitsgöttin Bagalamukhi schneidet dem Dämon Asura die Zunge ab, Kalighatmalerei, 19. Jahrhundert

In der nordindischen Provinz Uttar Pradesh entstanden die Schulen von Malwa und von Jaunpur. Einen neuen Trend in der Manuskriptillustration setzte insofern ein Manuskript des Nimatnama, das während der Herrschaft von Nasir Shah (1500–1510) in Mandu gemalt wurde. Dies stellt eine Synthese des indigenen und des bevormundeten persischen Stils dar, obwohl letzterer die Mandu-Manuskripte dominierte. Es gab einen anderen Malstil namens Lodi Khuladar, der in der Herrschaft des Sultanats von Delhi florierte.

## Mysore und Tanjore
In den südindischen Städten Mysore (Karnataka) und Tanjore (Tamil Nadu) entstanden weitere bedeutende Malschulen, deren Werke für ihre Eleganz, gedämpfte Farben und Liebe zum Detail bekannt sind. Die Themen der meisten dieser Gemälde sind hinduistische Götter und Göttinnen sowie Szenen aus der hinduistischen Mythologie. In der Neuzeit sind diese Gemälde zu einem begehrten Souvenir bei festlichen Anlässen in Südindien geworden.
Der Herstellungsprozess ist ziemlich komplex: Der erste Schritt besteht darin, die vorläufige Skizze des Bildes auf der Basis anzufertigen. Die Basis besteht aus auf einen Holzsockel geklebtem Patronenpapier. Es wird eine Paste aus Zinkoxid, Kreidepulver oder Gummi arabicum aufgetragen, übermalt und sorgfältig beschliffen. Anschließend werden Goldfolie, Schnüre oder Halbedelsteine aufgebracht, um einen plastischen Effekt zu erzielen.

## Pattachitra
Die volkstümliche Pattachitra-Malerei („Stoffbild“) entstand im Osten Indiens und zeigt meist mythologische, religiöse oder volkstümliche Themen. Als Trägermaterial werden meist Stoffbahnen genutzt, mitunter bringt man die Kunstwerke aber auch auf Palmblättern oder Mauerwerk auf. In der Provinz Odisha diente Pattachitra ursprünglich rituellen Zwecken im Umfeld des Jagannath-Tempels von Puri, während später reisende Geschichtenerzähler damit ihren Vortrag untermalten. Sie ist dort bis heute stark religiös geprägt. In Bengalen dagegen griff man auch weltliche Themen auf und pflegte einen gröberen, abstrakteren Malstil. Neben den Geschichtenerzählern spielt dort die Verwendung beim Sangeet eine große Rolle, einer Feierlichkeit am Vorabend von Hochzeiten.

## Kalighat-Malerei
Aus dem bengalischen Pattarchitra entwickelt sich Ende des 19. Jahrhunderts die Kalighat-Malerei. Im Umfeld des Kalighat-Tempels in Kalkutta produzierten Künstler für den Massenmarkt Blätter mit religiösen Motiven und Themen, um den wachsenden Bedarf der Pilger nach Souvenirs zu befriedigen.